# レクシー・コール
レクシー コール（Lexy Cole、2013年3月13日 ‐ ）は、日本のモデルであり、ミドリーズのメンバーである。

## 人物
アメリカ人と日本人のハーフである。
バレエは4歳から始めている。特技はジャズダンス、ヒップホップダンス。
2021年からミドリーズのメンバーとして活動している。

## 出演作品

### テレビ番組
- みんなのうた（2021年 - ） -ミドリーズ メンバー
- でこぼこポン!（2022年4月 - ） - コーナー「やってみよう」不定期出演

### テレビドラマ
- 放課後カルテ（2024年10月12日 - 12月21日、日本テレビ） - 渡邉アローラ 役

### CM
- タカラトミー「Rizmo」バッグダンサー
- JERAゼロミッション2050

### MV
- ゆず「GREENGREEN」（配信ジャケットモデル、MV出演）
- Leah Dou 「オレンジ」

### スチール
- AirBuggy 2019年8月発売 「Kick & Scoot 」（カタログモデル）
- キヤノン 2020年12月発売 Powershot Zoom（メインビジュアルモデル）
- JERA 「JERAゼロエミッション2050」新CMメインビジュアル（2021年4月 - ）
- アシックス TOKYO 2020オリンピック公式ユニフォーム スチールモデル（2021年4月 - ）

### アパレルモデル
- Jette How to Kiss a Frog 2016SSカタログモデル
- BLOC CLOTHING 2019SS/ AWカタログモデル
- 靴下屋 maisonpeca 19AW/20SS カタログモデル、20AWメインビジュアルモデル
- ANAP KIDS 19SS/AW 20SS/AW 21SS Webモデル
- ラグビー日本代表 中島イシレリ選手プロデュース アパレルブランドモデル
- La Belle Etude 2021SS ビジュアルモデル
- GAP Collection 2020 in Kobe, Spring Collection 2021 in Tokyo イメージモデル

### 舞台
- くまのがっこうミュージカル「ジャッキー!」（チャッキー）

### その他コンテンツ
- 三代目 J Soul Brothers from EXILE TRIBE 2020 クリスマスライブ オープニング映像（メインキャスト）
- 電通 SXSW出展 新プロジェクトムービー「Marshmallog 」（2021年3月 - 、メインキャスト）
- ポケットモンスター 25周年アニバーサリームービー（2021年2月 - 、ハンドモデル）
- SONY デジタル一眼カメラ α7 IV Webムービー（2021年9月 - ）